# Tragasos
Tragasos (altgriechisch Τράγασος) ist in der griechischen Mythologie der Eponym der Stadt Tragasai in der südlichen Troas.
Laut Hellanikos ließ Poseidon für Tragasos das Meerwasser gerinnen, was die wirtschaftliche Grundlage für die Salinen der Stadt Tragasai gewesen sei. Die Stadt lag im Gebiet der Salzvorkommen (Τραγασαῖοι ἅλες) von Kap Lekton nahe Hamaxitos. Er war der Vater der Philonome (oder Phylonome bzw. Philonomia), der zweiten Frau des Königs von Kolonai, Kyknos. Pausanias gibt als Vatername hingegen Kragasos (Κράγασος), was als verderbt für Tragasos gilt. Philonome bezichtigte ihren Stiefsohn Tennes, dessen Liebe sie vergeblich zu gewinnen suchte, sie vergewaltigt zu haben. Daraufhin ließ Kyknos seine beiden Kinder, Tennes und dessen Schwester Hemithea, in einem Kistchen auf dem Meer aussetzen, das sie nach der Insel Leukophrys, später Tenedos genannt, trieb. Nachdem Kyknos die Wahrheit erfahren hatte, ließ er die Tochter des Tragasos lebendig begraben.